# 大宮町 (高知県)
大宮町（おおみやまち）は、高知県香美郡にあった町。現在の香美市の西部、国道195号の沿線、物部川の中流域にあたる。

## 地理
- 河川：物部川
- 山岳：清水ヶ森、平家ヶ森、熊王山、赤塚山

## 歴史
- 1956年（昭和31年）3月30日 - 美良布町・暁霞村が合併して大宮町が発足。
- 1960年（昭和35年）8月1日 - 大字西又を土佐山田町に編入。
- 1961年（昭和36年）3月31日 - 在所村と合併して香北町が発足。同日大宮町廃止。

## 交通

### 道路
- 国道195号（土佐中街道）